# 齐勒谷地里德
齐勒谷地里德是奥地利蒂罗尔州施瓦茨县的一个市镇。总面积9.46平方公里，总人口1283人，人口密度135.6人/平方公里（2005年）。